# Oheň (film)
Oheň (v anglickém originále Backdraft) je americký akční/katastrofický film z roku 1991 z prostředí Chicagského požárního sboru. Režisérem filmu je Ron Howard. Hlavní role ve filmu ztvárnili Kurt Russell, William Baldwin, Robert De Niro, Scott Glenn a Jennifer Jason Leigh.

## Děj
Film pojednává o jednotce hasičů, která čelí sérii úmyslně založených požárů, provázených velmi specifickým jevem zvaným "backdraft", při kterém oheň v budově po vyčerpání veškerého kyslíku sám téměř uhasne, avšak po opětovném kontaktu se vzduchem dojde k ničivé explozi. Film je možné brát jako akční drama, avšak zároveň jde také o mimořádně zdařilou poctu hasičskému povolání, hrdinství, tradicím a rizikům spojeným s tímto řemeslem.

## Ocenění
Film byl nominován na tři Oscary (v kategorii nejlepší střih zvuku, nejlepší vizuální efekty a nejlepší zvuk) a cenu BAFTA (nejlepší vizuální efekty).

## Obsazení
| Kurt Russell         | Stephen McCaffrey/Dennis McCaffrey |
| William Baldwin      | Brian McCaffrey                    |
| Robert De Niro       | Donald Rimgale                     |
| Scott Glenn          | John Adcox                         |
| Jennifer Jason Leigh | Jennifer Vaitkus                   |
| Rebecca De Mornay    | Helen McCaffrey                    |
| Donald Sutherland    | Ronald Bartel                      |
| Jason Gedrick        | Tim Krizminski                     |

## Zajímavosti
- snímek paroduje americký film z roku 1995 Backfire!